# Seznam torontských slovenských a ruténskych řeckokatolických exarchů a eparchů

## Seznam ordinářů

### Slovenská řeckokatolická církev
- Eparcha Michael Rusnak, C.SS.R. (13. říjen 1980 – 11. listopad 1996)
  - Fr. John Fetsco, C.SS.R. – apoštolský administrátor (22. listopad 1996 – 2. listopad 2000)
- Eparcha John Stephen Pazak, C.SS.R. (2. prosinec 2000 – 7. květen 2016)
  - Eparcha John Stephen Pazak, C.SS.R. – apoštolský administrátor (7. květen 2016 – 5. červenec 2018)
- Eparcha Marián Andrej Pacák, C.SS.R. (5. červenec 2018 - 20. říjen 2020)
  - Eparcha Kurt Richard Burnette – apoštolský administrátor (20. října 2020 - 3. března 2022)

### Rusínská řeckokatolická církev
- sede vacante
  - Eparcha Kurt Richard Burnette – apoštolský administrátor (od 3. března 2022)